# Kate Perugini
Kate Perugini, geboren als Catherine Elizabeth Macready Dickens, (Londen, 29 oktober 1839 - aldaar, 9 mei 1929) was een Britse kunstschilder uit het Victoriaanse tijdperk en de dochter van Charles Dickens en Catherine Dickens (geboren Hogarth).

## Jeugd
Het gezin Dickens kreeg tien kinderen. Catherine werd liefkozend Kate of Katey genoemd. Ze was de jongste, in leven zijnde, dochter van Charles Dickens en volgens haar broers en zussen het lievelingskind van hun vader. Naar verluidt verwees Macready naar haar vaders vriend, de acteur William Macready. Als meisje werd Kate soms 'Lucifer Box' (luciferdoosje) genoemd vanwege haar ontvlambaar karakter.
Tijdens haar jeugd reisde ze veel met haar familie en trad op in de amateurtheaterproducties van haar vader, waaronder de opvoering in 1857, van The frozen Deep, een stuk van Wilkie Collins dat men eveneens als privévoorstelling  opvoerde voor koningin Victoria op 4 juli van datzelfde jaar. Kates ouders scheidden in 1858. Mevrouw Dickens verliet het huis, samen met haar oudste zoon Charles jr. De andere kinderen bleven bij hun vader. De reden voor de scheiding blijft onduidelijk; hoewel geruchten de ronde deden over een nauwe relatie tussen Charles Dickens en Ellen Ternan, een actrice vele jaren jonger dan Charles.

## Latere jaren
Kate Dickens' eerste echtgenoot was de kunstenaar en schrijver Charles Allston Collins, jongere broer van Wilkie Collins; zij trouwden op 17 juli 1860. Naar verluidt had Kate tijdens haar huwelijk met Collins een verhouding met de kunstschilder Valentine Prinsep. Na de dood van Collins, in 1873, trouwde Dickens met, Charles Edward Perugini, een in Italië geboren kunstschilder. Het huwelijk vond in het geheim plaats in 1873. Het jaar daarop hield men een officiële ceremonie. Op 28 december 1875 werd hun enig kind geboren, Leonard Ralph Dickens Perugini. Het zoontje overleed op 24 juli 1876, op de leeftijd van bijna zeven maanden. De Perugini's waren actief in de artistieke samenleving. Naast andere beroemdheden uit hun tijd, onderhielden ze vriendschappen met de schrijver J.M. Barrie en George Bernard Shaw.
Charles Perugini overleed op 22 december 1918 en werd bij zijn zoontje begraven.

## Schilderscarrière

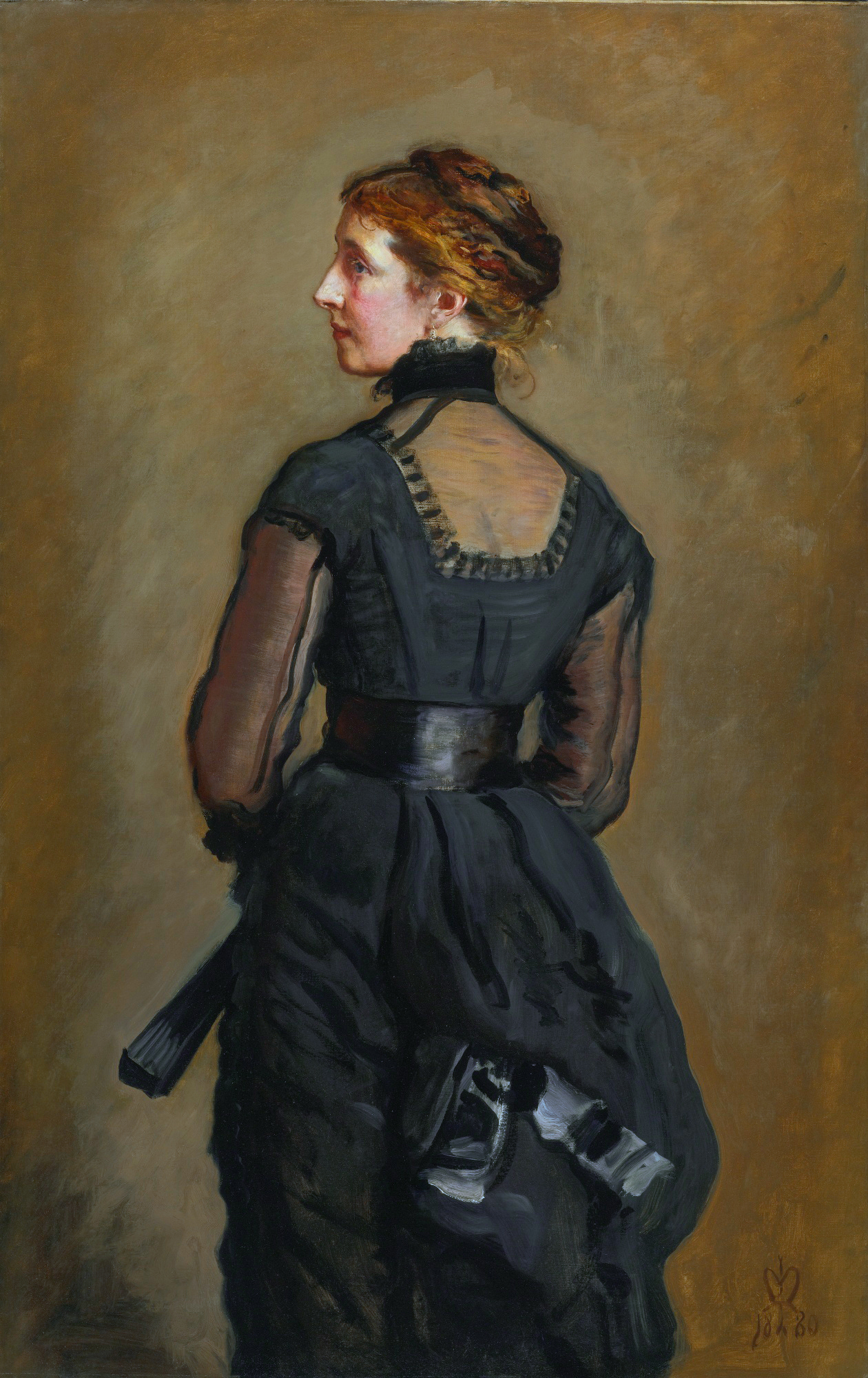
Portret van Kate Perugini (1880) door John Everett Millais

Op twaalfjarige leeftijd begon Kate Dickens kunst te studeren aan het Bedford College, de eerste instelling voor hoger onderwijs voor vrouwen in Groot-Brittannië. Ze werd een succesvol schilderes van portretten en genrestukken, soms in samenwerking met haar echtgenoot Charles Perugini. Kate streefde ernaar zich van haar vader te onderscheiden en weigerde enkel met zijn roem geassocieerd te worden.
In 1880 schilderde Sir John Everett Millais haar in een van zijn meest opvallende portretten. Het werd tentoongesteld op de Grosvenor Gallery Summer Exhibition in 1881. Dit schilderij portretteert Perugini met haar rug naar de schilder toe, maar met profilerend, kenmerkende gelaatstrekken. Het doek was een geschenk van Millais aan Charles Perugrini ter gelegenheid van zijn huwelijk met Kate. Het is een voorbeeld van Millais' latere stijl van portretteren, die losser, weelderiger en schetsmatiger is dan het naturalisme van de prerafaëlieten. Millais had Kate eerder als model gebruikt voor zijn schilderij De zwarte Brunswicker (1860).

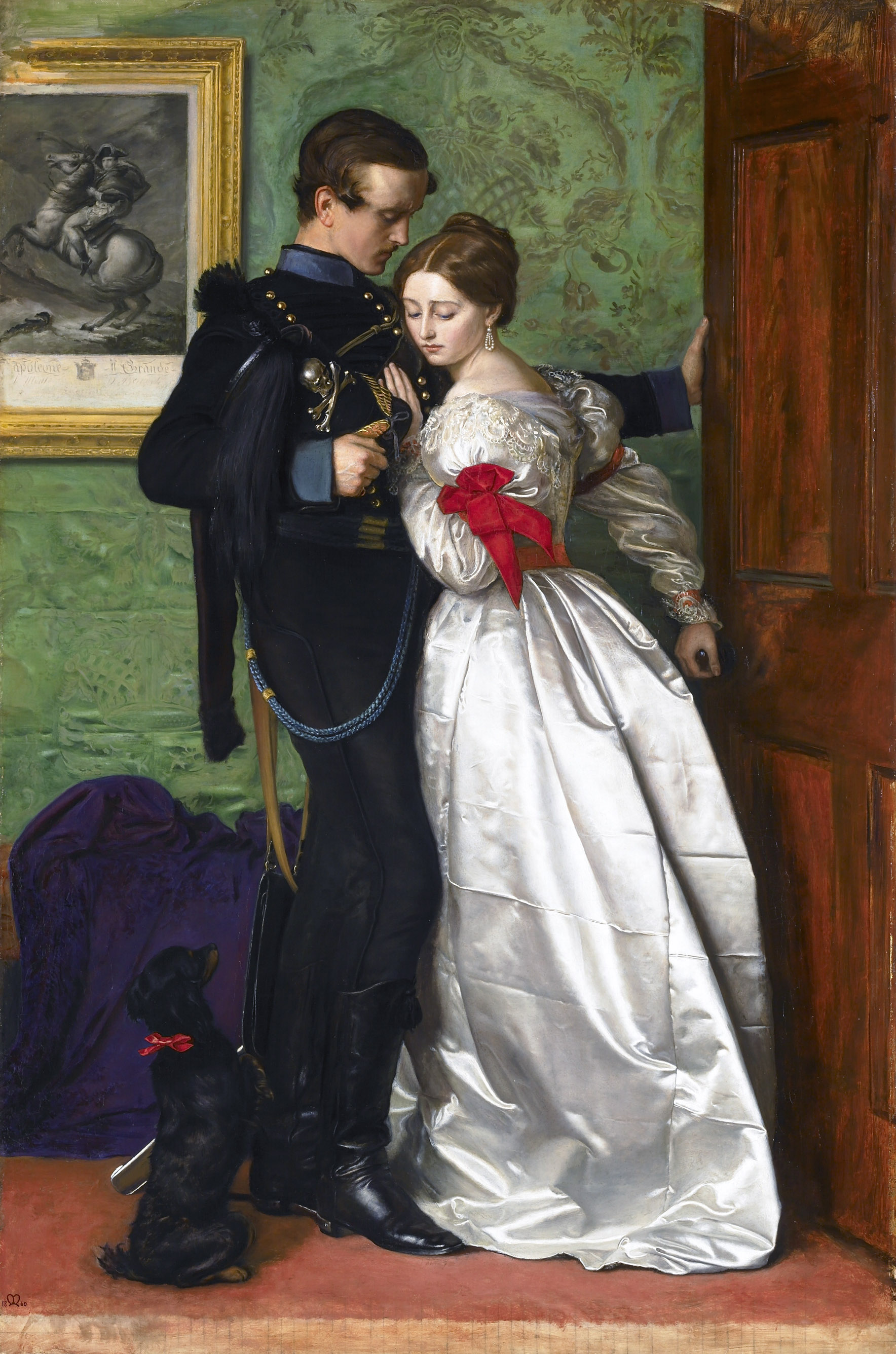
De zwarte Brunswicker (1860) door John Everett Millais

Pergugini begon met het tentoonstellen van haar werken tijdens de Royal Academy shows in 1877. Ze exposeerde haar schilderijen ook geregeld bij de Society of Watercolour Painters en de Society of Lady Artists. Tussen 1880 en 1882 stuurde ze drie werken naar de Grosvenor Gallery. Een daarvan, met de titel Civettina (1880), is een Italiaans genreschilderij waarop een meisje in profiel staat afgebeeld met haar rug naar de toeschouwer, dezelfde pose als op haar eigen portret, geschilderd door Millais. Op de World's Columbian Exposition van 1893 in Chicago, Illinois presenteerde Perugini haar werk in het Palace of Fine Arts en in The Woman's Building. Ze is vooral bekend om haar portretten van kinderen, zoals: A Little Woman (1879), Feeding Rabbits (1884), Dorothy de Michele (1892) en A Flower Merchant. In 1882 schilderde ze het portret van haar, toen twintigjarige, nichtje Mary Angela Dickens.
Kate Perugini overleed op 89-jarige leeftijd. Een van de doodsoorzaken op haar overlijdensakte luidde 'uitputting'.

## Dickens and Daughter
Kate Perugini was de belangrijkste informatiebron voor het boek Dickens and Daughter waarin biografe Gladys Storey, Dickens' affaire met de actrice Ellen Ternan onthulde. Bewonderaars van Charles Dickens bestempelden het boek als onbetrouwbaar, vooral de passages over Ellen Ternan en de geboorte van een kind. Daarop liet George Bernard Shaw aan The Times Literary Supplement weten dat Kate hem alle feiten uit het boek reeds veertig jaar eerder vertelde.

## Galerij

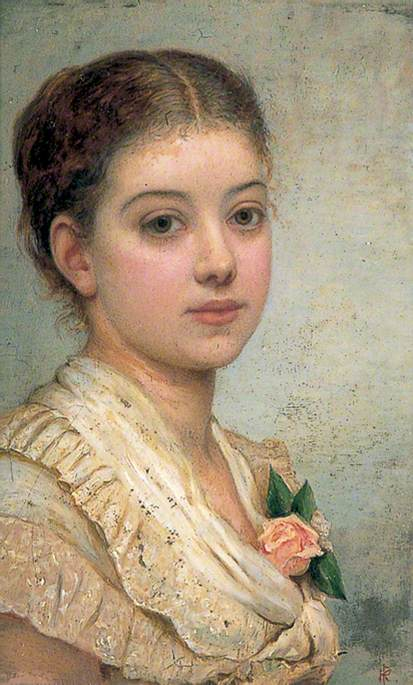
Portret van Mary Angela Dickens (1882) door Kate Perugini
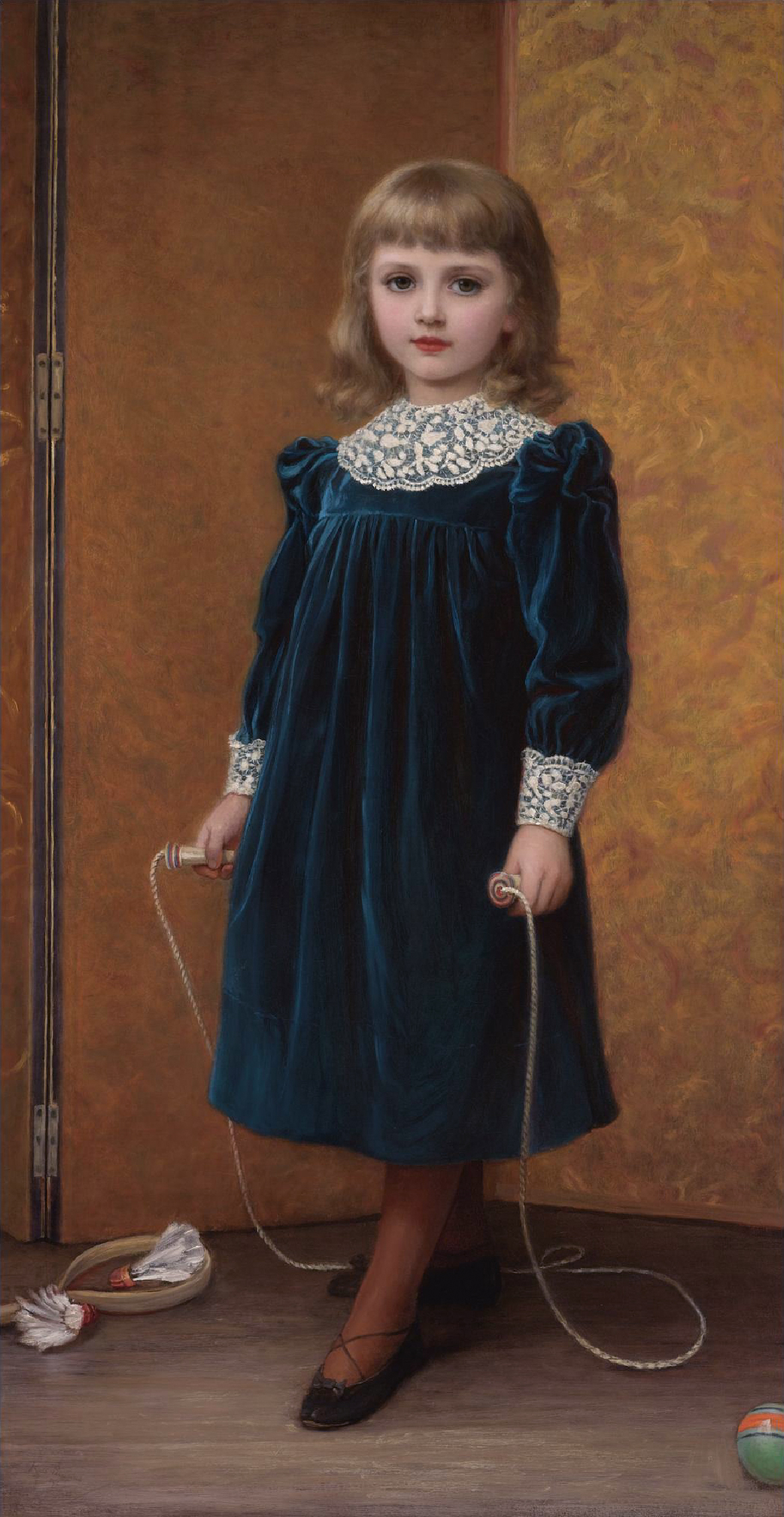
Dora (1892) door Kate Perugini
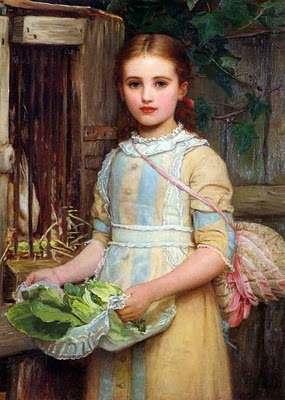
Agnes pheobe burra (rond 1870) door Kate Perugini
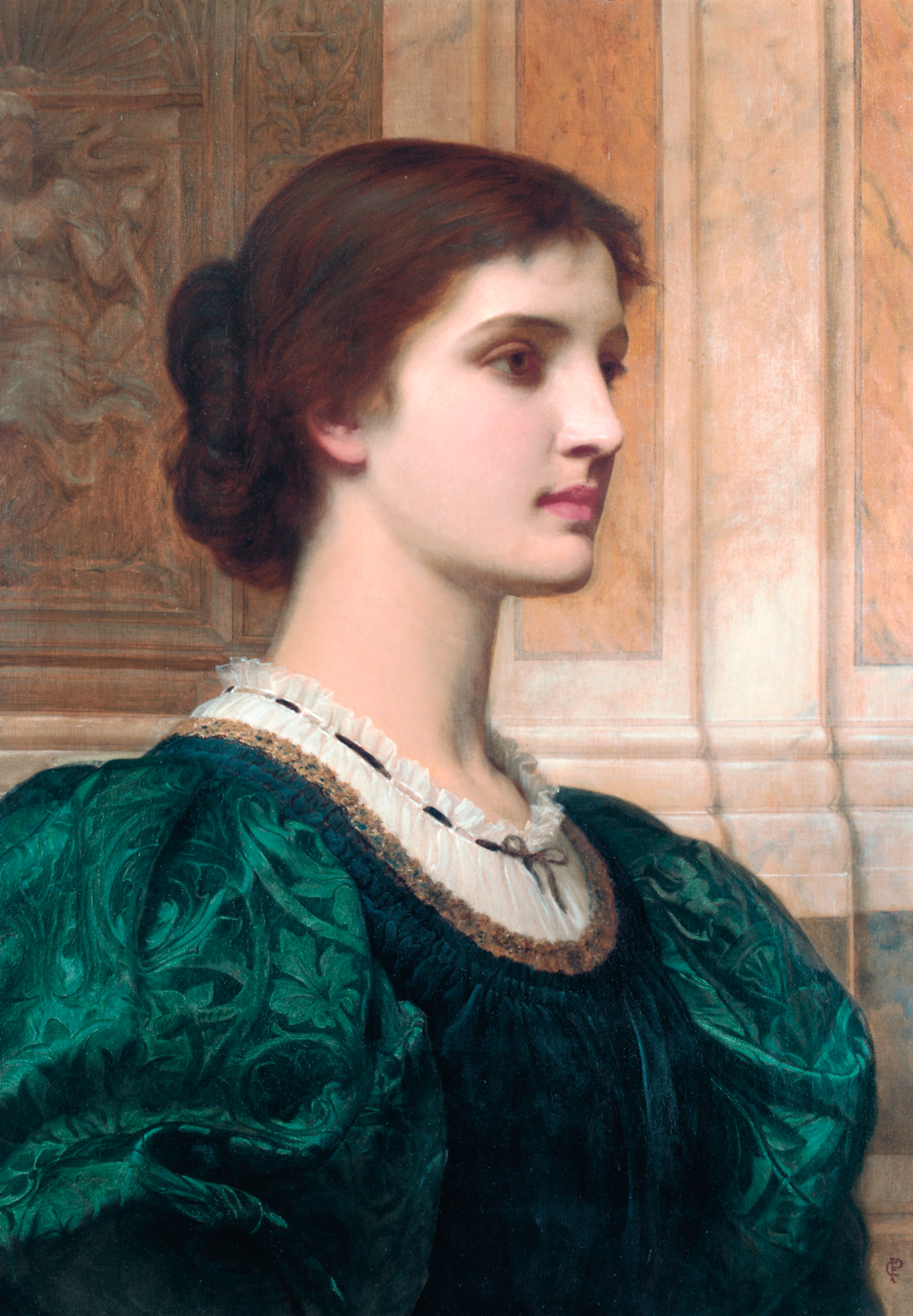
Kate (rond 1870) door Charles Edward Perugini
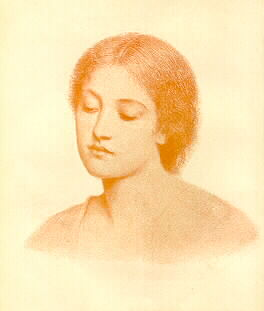
Krijtstudie van Kate door Charles Edward Perugini